# Wilkes 160 1955
Wilkes 160 1955 var ett stockcarlopp ingående i Nascar Grand National Series (nuvarande Nascar Cup Series) som kördes 23 oktober 1955 på den 0,625 mile (1005,84 meter) långa ovalbanan North Wilkesboro Speedway i North Wilkesboro, North Carolina. Totalt avverkades 100 miles (160,934 km) fördelat på 160 varv. Banunderlaget var dirt. Loppet vanns av Buck Baker från start till mål i en Ford på tiden 1:21.16 körande för DePaolo Engineering. Bakers snitthastighet var 72,347 mph. Prispotten uppgick till 4 285 dollar, varav 1 100 dollar gick till segraren.

## Resultat
| Plc     | Nr   | Förare          | Team/ bilägare      | Konstruktör | Start | Varv | Ledda varv |
| ------- | ---- | --------------- | ------------------- | ----------- | ----- | ---- | ---------- |
| 1       | 87   | Buck Baker      | DePaolo Engineering | Ford        | 1     | 160  | 160        |
| 2       | 42   | Lee Petty       | Petty Enterprises   | Dodge       | 4     | 160  | 0          |
| 3       | 2    | Gwyn Staley     | Hubert Westmoreland | Chevrolet   | 12    | 159  | 0          |
| 4       | 2    | Joe Weatherly   | Charlie Schwam      | Ford        | 9     | 159  | 0          |
| 5       | 9    | Tim Flock       | Carl Kiekhaefer     | Chrysler    | 11    | 159  | 0          |
| 6       | 300  | Fonty Flock     | Carl Kiekhaefer     | Chrysler    | 6     | 159  | 0          |
| 7       | 20   | Speedy Thompson | Carl Kiekhaefer     | Chrysler    | 10    | 157  | 0          |
| 8       | B-29 | Dink Widenhouse | Dink Widenhouse     | Ford        | 5     | 157  | 0          |
| 9       | 098  | Dave Terrell    | Dave Terrell        | Oldsmobile  | 19    | 156  | 0          |
| 10      | 44   | Jim Paschal     | Julian Petty        | Chevrolet   | 16    | 154  | 0          |
| 11      | 04   | Jimmy Massey    | Hubert Westmoreland | Chevrolet   | 17    | 154  | 0          |
| 12      | 88   | Jimmie Lewallen | Ernest Woods        | Oldsmobile  | 18    | 151  | 0          |
| 13      | 49   | Bob Welborn     | Bob Welborn         | Chevrolet   | 8     | 145  | 0          |
| 14      | 24   | Bobby Waddell   | Jimmy Pardue        | Chevrolet   | 23    | 138  | 0          |
| 15      | 460  | Ed Cole         | i.u.                | Plymouth    | 27    | 136  | 0          |
| 16      | 28   | Eddie Skinner   | Frank Dodge         | Oldsmobile  | 24    | 132  | 0          |
| 17      | 27   | John McVitty    | John McVitty        | Chevrolet   | 25    | 128  | 0          |
| 18      | 5    | Ralph Liguori   | Ralph Liguori       | Buick       | 15    | 127  | 0          |
| 19      | 22   | Bill Blair      | Bill Blair          | Oldsmobile  | 13    | 127  | 0          |
| 20      | 99   | Curtis Turner   | Charlie Schwam      | Ford        | 7     | 103  | 0          |
| 21      | 92   | Herb Thomas     | Herb Thomas Racing  | Chevrolet   | 2     | 90   | 0          |
| 22      | 89   | Ned Jarrett     | Ned Jarrett         | Buick       | 21    | 70   | 0          |
| 23      | 98   | Marvin Panch    | DePaolo Engineering | Ford        | 3     | 50   | 0          |
| 24      | 70   | Joe Eubanks     | i.u.                | Chevrolet   | 14    | 40   | 0          |
| 25      | 20   | Banks Simpson   | Banks Simpson       | Buick       | 22    | 40   | 0          |
| 26      | 55   | Junior Johnson  | Jim Lowe            | Oldsmobile  | 20    | 35   | 0          |
| 27      | 9-A  | Tom Pistone     | Pistone Racing      | Chevrolet   | 28    | 28   | 0          |
| 28      | 71   | Ted Cannady     | Ted Cannady         | Oldsmobile  | 26    | 25   | 0          |
| Källor: |      |                 |                     |             |       |      |            |